# Костандін III
Костандін III (іноді Костандін II; вірм. Կոստանդին Գ; ім'я при народженні — Гі де Лузіньян; помер 17 квітня 1344) — король Кілікійської Вірменії (1342–1344) з династії Лузіньянів. Засновник вірменської гілки французького дворянського роду Лузіньян, що правила Кілікійським царством до самого його падіння 1375 року.

## Життєпис

Герб Костандіна, сполучення гербів Єрусалиму та Кілікії

Костандін був сином Ізабелли, дочки кілікійського царя Левона III Хетумяна й Аморі Тірського, короля Кіпру. Після убивства батька 1310 року, разом із матір'ю та чотирма братами знайшов притулок спочатку в Кілікії, у свого двоюрідного брата Левона V Хетумяна, а потім у Константинополі. З 1328 до 1341 року займав посаду губернатора області Серре. Після убивства Левона V, останнього представника династії Хетумянів, тимчасово королівством керував молодший брат Костандіна, Джованні (Дживан; вірм. Ջիվան).
1343 року в супроводі 300 франкських солдатів він прибув до Кілікії,  де його короновали за вірменською традицією. Однак замість того, щоб організовувати оборону країни від нападів єгипетських мамлюків і караманських туркменів, Костандін передав владу уніторам та франкам, почав переслідування вірменських князів і забрав їхні володіння.
1344 року вірменські князі на чолі з Ошином Бакураном (вірм. Օշին Բակուրան) підбурили повстання в Адані проти короля, й 17 квітня Костандіна разом зі 300 наближеними було вбито.

## Родина
Костандін був одружений двічі. Від другої дружини, Феодори, у нього народились двоє дітей, одна з них — Ізабелла (або Зампія, Марія) була дружиною Мануїла Кантакузина, деспота Мореї.